# Sông Arinos

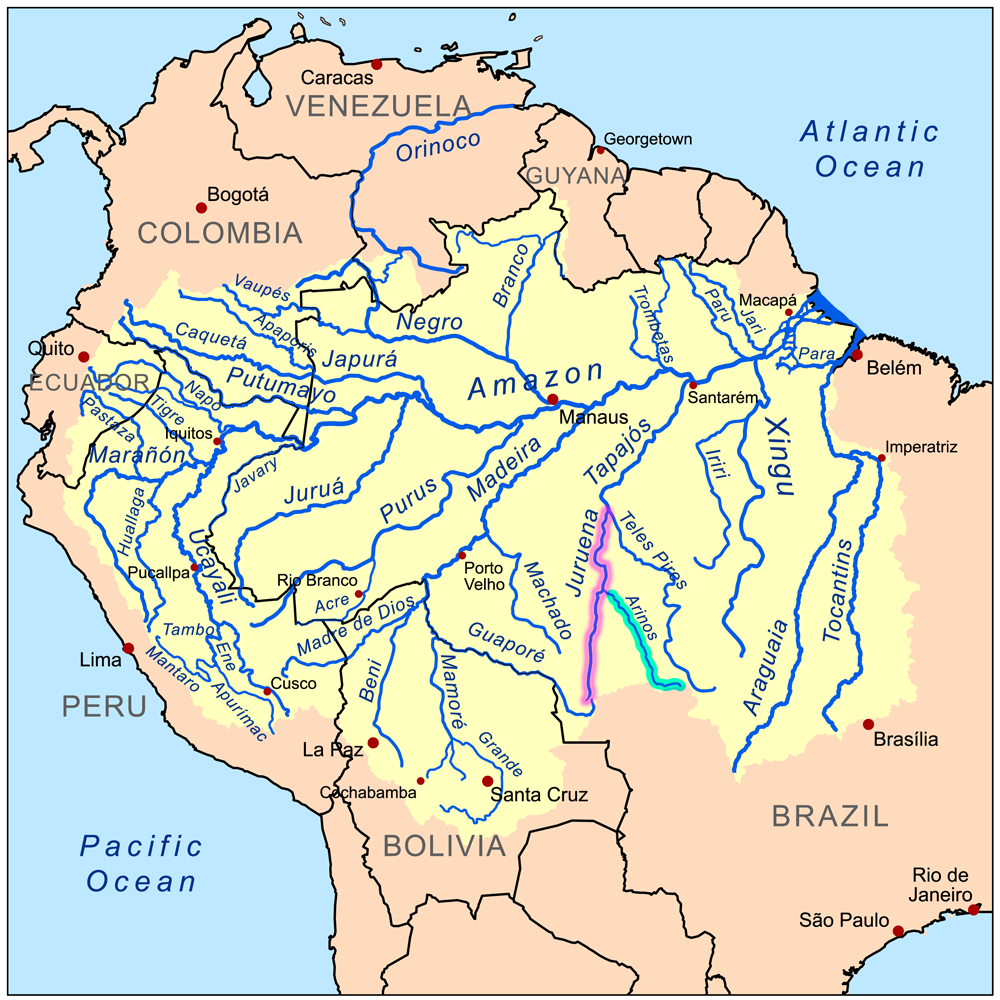
Sông Arinos (ngọc lam đậm) cùng Juruena (hồng).

Sông Arinos là một sông tại Brasil. Sông nằm ở phía đông của (và đổ vào) sông Juruena. Một số người Indien Suyá, người nói tiếng Gê ở trung Brasil, đã nhập cư từ bang Maranhão đến lưu vực sông này.